# Коараз (Приморски Алпи)
Коараз (фр. Coaraze) насеље је и општина у Француској у региону Прованса-Алпи-Азурна обала, у департману Приморски Алпи која припада префектури Ница.
По подацима из 2011. године у општини је живело 759 становника, а густина насељености је износила 44,28 становника/km². Општина се простире на површини од 17,14 km². Налази се на средњој надморској висини од 620 метара (максималној 1.414 m, а минималној 313 m).

## Демографија
| 1962. | 1968. | 1975. | 1982. | 1990. | 1999. | 2011. |
| ----- | ----- | ----- | ----- | ----- | ----- | ----- |
| 421   | 513   | 327   | 463   | 540   | 654   | 759   |

График промене броја становника у току последњих година